# Memory Banda

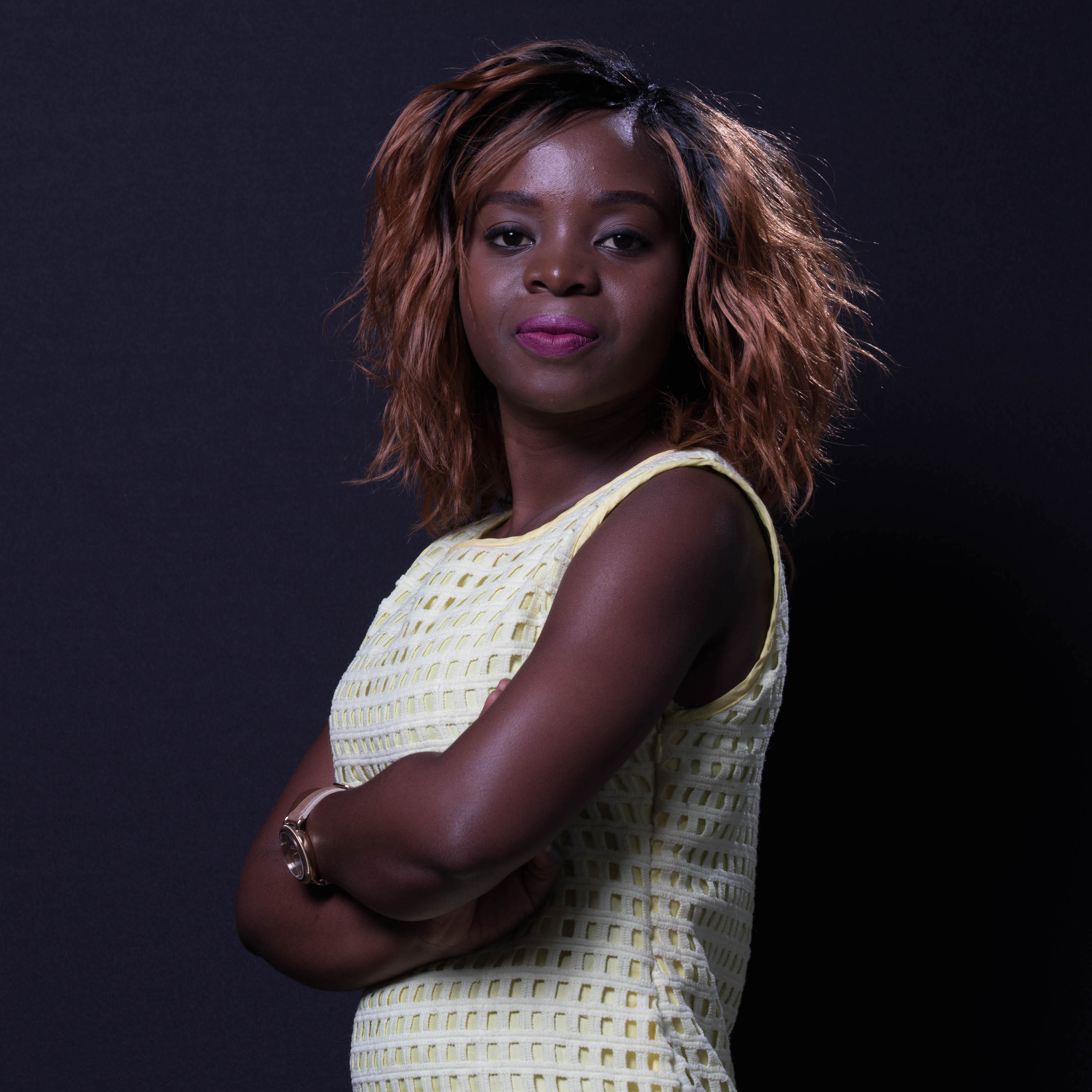
Memory Banda (2017)

Memory Banda (* 24. September 1996 in Mzimba) ist eine malawische Aktivistin für Menschenrechte. Sie wurde für ihren gewaltlosen Einsatz gegen die traditionelle organisierte Mädchenvergewaltigung und gegen die traditionelle Kinderverheiratung bekannt.

## Leben
Memory Bandas ältere Schwester musste sich im Alter von elf Jahren der in ihrer Heimat in Südmalawi üblichen traditionellen organisierten Mädchenvergewaltigung unterwerfen und wurde davon (wie viele andere Mädchen dort) traumatisiert und geschwängert. Der Vergewaltiger und biologische Vater war nicht gewillt, auch als gesellschaftlicher Vater zu fungieren. Diese ältere Schwester erlitt eine (voraussichtlich für den Rest ihres Lebens wirkende) Posttraumatische Belastungsstörung. Nach drei gescheiterten Ehen entschied sie sich, wieder eine Schule zu besuchen. Angesichts dieser schwesterlichen Erfahrungen widersetzte sich Memory Banda dieser Tradition, wobei sie gegen den Widerstand zahlreicher Verwandter nur von ihrer Mutter, die aus einem nördlichen Teil Malawis, in dem es diese Tradition nicht gab, stammt, unterstützt wurde. Memory Banda setzte sich seit dem Alter von 12 Jahren mit diplomatischen Mitteln bei zahlreichen Häuptlingen gegen diese Tradition ein. Nach anfänglichem (scheinbar konservativem) Zögern erzielte sie zunehmend relevante Erfolge. Hauptsächlich ihrem Einsatz ist es zu verdanken, dass das zulässige Verheiratungsalter in dieser Region in Südmalawi von 15 Jahren nach 18 Jahren geändert wurde und damit (nach der europäischen Begriffsbestimmung) Kinderverheiratungen verboten wurden. Sie hat die Organisation „Formation 4 Girls Leadership“ gegründet.